# Юрґенсон Петро Іванович
Петро Іванович Юрґенсон (5 (17) липня 1836, Ревель — 20 грудня 1903 (2 січня 1904), Москва
) — російський музичний видавець, йому належить повне видання (12 томів) творів Д. Бортнянського й інших українських композиторів.
В 1918 році на базі його фірми, що перейшла до синів, створено Державне музичне видавництво.